# Ambystoma bombypellum
Ambystoma bombypellum är en groddjursart som beskrevs av Taylor 1940. Ambystoma bombypellum ingår i släktet Ambystoma och familjen mullvadssalamandrar. IUCN kategoriserar arten globalt som akut hotad. Inga underarter finns listade i Catalogue of Life.